# Drysdale-River-Nationalpark
Der 4.483 km² große Drysdale-River-Nationalpark liegt in der nördlichen Kimberley-Region im Norden von Western Australia. Er befindet sich etwa 100 km südlich von Kalumburu und 150 km westlich von Wyndham.
Dieser weitgehend unzugängliche Park ist der größte in den Kimberley. Er wird weder von einer öffentlichen Straße durchquert, noch besitzt er eine Landebahn oder touristische Infrastruktur. Er ist das beste Beispiel für die unberührte Natur in den Kimberleys. Erreicht werden kann der Nationalpark von der Carson River Station an der Kalumburu Road. Um in den Park zu gelangen, wird eine Erlaubnis der Kalumburu Aborigine-Organisation benötigt, denn es gibt im ursprünglichsten Parkgelände der Kimberley-Region keine markierten Pfade.

## Geografie
Im Park befinden sich auf Sandstein unberührte Wälder, Täler und temporär austrocknende Flüsse mit Wasserfällen und -löchern. Der Drysdale River ist der längste Fluss im Nationalpark, 15 % seines Einzugsgebiets liegen innerhalb der Parkgrenzen. Neben zahlreichen Wasserfällen entlang des Drysdale-Rivers sind die größten die Morgan Falls und die Solea Falls.

## Flora und Fauna
Der Nationalpark befindet sich am Übergang zwischen den sub-humiden nordwestlichen und den semi-ariden östlichen Kimberleys. Die Vegetation besteht aus niedrigem offenem Busch oder Waldland, teils mit Unterwuchs von Spinifex und Kletterpflanzen.
Im Drysdale-River-Nationalpark sind knapp 600 verschiedene Pflanzenarten dokumentiert, einschließlich 30 Sumpf- und Wasserpflanzenarten. Allgegenwärtig sind Süßgräser (Poaceae) und Myrtengewächse (Myrtaceae), die auch die Eukalypten beinhalten. Von den 537 Blütenpflanzen gehören 64 Gattungen aus 22 Familien zu den Einkeimblättrigen und 229 Gattungen aus 77 Familien zu den Zweikeimblättrigen Pflanzen. Außerdem kommen im Park 15 Arten Pilze, 2 Arten Moose, 25 Arten Farne und Farnartige und eine Art Nacktsamige Pflanzen vor.
Im Drysdale-River-Nationalpark leben ungefähr 280 Wirbeltierarten, darunter 28 Säugetierarten wie Wallabys, Kurzkopfgleitbeutler, 18 Arten Fledermäuse und 129 Vogelarten, darunter die Grünflügeltaube und der Silberrücken-Metzgervogel (Cracticus argenteus). Im Park leben 47 Reptilienarten (Salzwasserkrokodile, Schildkröten, Warane (Goannas), Pythons sowie weitere giftige und ungiftige Schlangen) und 13 Froscharten. Die Süßwasserfische des Parks bilden mit 26 Arten einen Biodiversitäts-Hotspot Australiens mit Welsartigen, Regenbogenfischen, Halbschnäblern, Grunzbarschen und Kardinalbarschen. Weiterhin wurden 34 Arten von Süßwasser- und Landweichtieren (Mollusken) gefunden. Die Artenanzahl der Insekten wird auf mehr als 2400 beziffert.

## Ureinwohner
Im Drysdale-River-Nationalpark finden sich einige der frühesten menschlichen Spuren in Australien. Die Felszeichnungen der Aborigines (Bradshaw Figuren und Wondjina-Malereien) werden auf ein Alter von 10 bis 40.000 Jahren datiert. Viele Kunstwerke befinden sich an den Ufern des Drysdale River. Die gut erhaltenen Malereien bilden einen wichtigen Teil der Kulturgeschichte Australiens.

## Geschichte
Der erste Europäer (CA Burrows) soll bereits 1886 die Gegend des heutigen Parks erkundet haben. Weitere Expeditionen folgten in den Jahren 1901, 1903, 1911–1912, 1921 und 1954. Bei der letzten ausführlichen Expedition wurde u. a. die erste befahrbare Piste von der Gibb River Station nach Kalumburu angelegt und die Morgan Falls entdeckt.
Der Drysdale-River-Nationalpark wurde am 27. September 1974 amtlich gegründet. Die heutigen Grenzen wurden schon 1955 von der Australian Academy of Science Committee on National Parks vorgeschlagen, und 1969 empfohlen das Gebiet als Nationalpark „zur Konservation von Flora und Fauna und zum Schutz von Stätten der Aborigines“ zu schützen. Die Pläne der Naturschutzbehörde wurden von der Bergbaubehörde der Regierung jedoch nicht unterstützt, so dass der Nationalpark erst einige Jahre später gegründet werden konnte.